# Liste der Baudenkmäler in Mömlingen
Auf dieser Seite sind die Baudenkmäler in der unterfränkischen Gemeinde Mömlingen zusammengestellt. Diese Tabelle ist eine Teilliste der Liste der Baudenkmäler in Bayern. Grundlage ist die Bayerische Denkmalliste, die auf Basis des Bayerischen Denkmalschutzgesetzes vom 1. Oktober 1973 erstmals erstellt wurde und seither durch das Bayerische Landesamt für Denkmalpflege geführt wird. Die folgenden Angaben ersetzen nicht die rechtsverbindliche Auskunft der Denkmalschutzbehörde.
 Diese Liste gibt den Fortschreibungsstand vom 16. April 2020 wieder und enthält 19 Baudenkmäler.
In dieser Kartenansicht sind Baudenkmäler ohne Koordinaten mit einem roten bzw. orangen Marker dargestellt und können in der Karte gesetzt werden. Baudenkmäler ohne Bild sind mit einem blauen bzw. roten Marker gekennzeichnet, Baudenkmäler mit Bild mit einem grünen bzw. orangen Marker.

## Baudenkmäler
| Lage                                   | Objekt                                                     | Beschreibung | Akten-Nr.     | Bild                                                   |
| -------------------------------------- | ---------------------------------------------------------- | --- | ------------- | ------------------------------------------------------ |
| Altmauer (Standort)                    | Gedenkkreuz                                                | Stele mit zweilappigem Tatzenkreuz, Sandstein, 1712, zum Gedenken an einen vom Blitz Erschlagenen | D-6-76-140-19 | Gedenkkreuz                                            |
| Am Sauerberg; Feldabteilung Wingert () | Kreuz                                                      | 1753 nicht nachqualifiziert, im Bayerischen Denkmal-Atlas nicht kartiert | D-6-76-140-16 |                                                        |
| Bachstraße; Eichelberg (Standort)      | Bildstock                                                  | Bildsäule mit Nischenaufsatz in Kreuzdachform und Kreuzreliefs, Sandstein, Sockel bezeichnet 1761, Aufsatz bezeichnet 1848 | D-6-76-140-17 | BW                                                     |
| Bahnhofstraße 19 (Standort)            | Bildstock                                                  | Fragment einer Bildsäule, Aufsatz fehlt, Sandstein, um 1600 | D-6-76-140-15 | weitere Bilder                                         |
| Hauptstraße (Standort)                 | Bildstock                                                  | Bildsäule mit Kreuzdachaufsatz und Reliefdarstellungen Hl. Jakobus maj. / Kreuzigung mit Assistenzfiguren / Hl. Barbara / Rs. 'Arma Christi', Sandstein, um 1600 | D-6-76-140-6  | Bildstock                                              |
| Hauptstraße 36 (Standort)              | Wohnhaus                                                   | langgestrecktes traufständiges zweigeschossiges Fachwerkhaus über hohem Kellersockel mit Halbwalmdach, 1. Hälfte 19. Jahrhundert | D-6-76-140-3  | Wohnhaus                                               |
| Hauptstraße 65 (Standort)              | Bauernhof                                                  | Wohnhaus, zweigeschossiger Satteldachbau in Ecklage mit Zierfachwerk im Obergeschoss, um 1700, Erdgeschoss massiv erneuert, 19./20. Jahrhundert | D-6-76-140-4  | Bauernhof                                              |
| Hauptstraße 65 (Standort)              | Bauernhof                                                  | Scheune, giebelständiger zweigeschossiger Satteldachbau mit Fachwerkobergeschoss, Sandsteinerdgeschoss mit konkaver Aussparung in Straßenfassade für Dorfbrunnen, 2. Hälfte 19. Jahrhundert, Giebelaufmauerung, Backstein, um 1900                                  | D-6-76-140-4  | Bauernhof                                              |
| Hauptstraße 74, 76 (Standort)          | Bauernhaus                                                 | zweistöckiges Fachwerkhaus mit Satteldach in Ecklage, 18. Jahrhundert; | D-6-76-140-5  | Bauernhaus                                             |
| Hauptstraße 74, 76 (Standort)          | Nebengebäude                                               | Nebengebäude, schmaler zweistöckiger Pultdachbau im Erdgeschoss teilweise als offene Laube über Holzstützen, Fachwerkobergeschoss, Gefache modern ausgemauert, 2. Hälfte 19. Jahrhundert                                                                            | D-6-76-140-5  | BW                                                     |
| Hauptstraße 74, 76 (Standort)          | Scheune                                                    | Sandsteinbau mit Fachwerkgiebel und Satteldach 18. Jahrhundert, Erdgeschoss, Sandstein, 19. Jahrhundert | D-6-76-140-5  | Scheune                                                |
| Hauptstraße 74, 76 (Standort)          | Hoftor                                                     | Rundbogendurchfahrt mit Fußgängerpforte, Sandstein, bezeichnet 1721 | D-6-76-140-5  | Hoftor                                                 |
| Haupt-/Bahnhofstraße (Standort)        | St. Nepomuk-Statue                                         | Sandstein, bezeichnet 1765 | D-6-76-140-2  | St. Nepomuk-Statue                                     |
| Haupt-/Bahnhofstraße (Standort)        | Relieftafel                                                | Relieftafel 'Stigmata Christi', Sandstein, bezeichnet 1792 | D-6-76-140-2  | BW                                                     |
| Kirchgasse 8 (Standort)                | Grabmal                                                    | Stele in Form eines antiken Altares mit klassizistischer Urne, Sandstein, bezeichnet 1812 | D-6-76-140-10 | Grabmal                                                |
| Kirchgasse 8 (Standort)                | Bildstock                                                  | um 1750; nicht nachqualifiziert | D-6-76-140-9  | Bildstock                                              |
| Kirchgasse 8 (Standort)                | Katholische Pfarrkirche Corpus Domini mit Pfarrzentrum     | Saalbau über querrechteckigem Grundriss mit tief herabgezogenem Satteldach, Stahlbeton, 1962–1963; Hans Schädel und Friedrich Ebert; mit Ausstattung | D-6-76-140-8  | Katholische Pfarrkirche Corpus Domini mit Pfarrzentrum |
| Kirchgasse 14 (Standort)               | Alte Katholische Pfarrkirche St. Martin mit Friedhofsmauer | Saalkirche mit eingezogenem Dreiseitchor und vorgesetztem Westturm mit verschieferter welscher Haube und Laterne, unverputztes Sandsteinmauerwerk mit Werksteingliederungen, 1774–1777; mit Ausstattung                                                             | D-6-76-140-7  | weitere Bilder                                         |
| Kirchgasse 14 (Standort)               | Ehemalige Friedhofsmauer                                   | | D-6-76-140-7  | Ehemalige Friedhofsmauer                               |
| Kirchrainstraße 40 (Standort)          | Katholische Kapelle St. Wendelin                           | kleiner Saalbau auf quadratischem Grundriss mit 3/8-Chorschluss sowie einfache hölzerne Vorlaube unter gemeinsamem Walmdach, Putzbau mit Werksteinrahmungen, bezeichnet 1717 und 1818, kompletter Abbruch am alten Standort und Neuerrichtung 1978; mit Ausstattung | D-6-76-140-1  | Katholische Kapelle St. Wendelin                       |
| Kühzellstraße 1 (Standort)             | Wohnhaus                                                   | giebelständiger zweigeschossiger Fachwerkbau mit Satteldach, 18. Jahrhundert | D-6-76-140-12 | Wohnhaus                                               |
| Kühzellstraße 2 1/2 (Standort)         | Katholische Kapelle St. Joseph                             | Putzbau mit Werksteinrahmungen auf quadratischem Grundriss mit dreiseitigem Chorschluss, Giebel mit Krüppelwalm, um 1750, Umgestaltung 20. Jahrhundert; mit Ausstattung                                                                                             | D-6-76-140-11 | Katholische Kapelle St. Joseph                         |
| Langgasse 8 (Standort)                 | Ehemaliger Dreiseithof                                     | Wohnhaus, giebelständiger zweigeschossiger Satteldachbau mit Fachwerkobergeschoss, 17. Jahrhundert, Erdgeschoss massiv erneuert, 20. Jahrhundert | D-6-76-140-13 | Ehemaliger Dreiseithof                                 |
| Langgasse 8 (Standort)                 | Ehemaliger Dreiseithof                                     | Nebengebäude, giebelständiger eingeschossiger Putzbau mit Satteldach über Kniestock, 19./20. Jahrhundert | D-6-76-140-13 | Ehemaliger Dreiseithof                                 |
| Nähe Bachgaustraße (Standort)          | Bildstock                                                  | Bildsäule mit Nischenaufsatz in Kreuzdachform, Sandstein, bezeichnet 1728; Restaurierung, bezeichnet 1986 | D-6-76-140-18 | Bildstock                                              |
| Scherder (Standort)                    | Bildstock                                                  | Bildsäule mit Nischenaufsatz und Kreuzdach, Sandstein, Inschriftsockel 18. Jahrhundert, Aufsatz 19. Jahrhundert | D-6-76-140-14 | BW                                                     |